# ARRANGEMENT
『ARRANGEMENT』（アレンジメント）は、辛島美登里のライブ・アルバム。1993年7月21日発売。発売元はファンハウス。規格品番はFHCF-2099。

## 概要
1993年5月19日、東京都渋谷区の渋谷公会堂にて日本アレンジャーズ協会主催の「Arrangement ～辛島美登里と8人のアレンジャー～」というタイトルのコンサートが開かれた。日本アレンジャーズ協会主催のコンサートとしては5回目ということで、今回のコンサートはスタジオ･アレンジャー（主にレコーディングに携わっている編曲家）によるコンサートを開きたいと考えたところ、この企画に対してファンハウス、辛島サイドの合意と協力が得られ開催にこぎ着けた。
今回この企画に出演をしてくれた編曲家は萩田光男、瀬尾一三、若草恵、奈良部匠平、山川恵津子、根岸貴幸、菅野よう子、佐藤準の8名。日本を代表する編曲家である。
演奏するミュージシャン達はいわゆる「スタジオ･ミュージシャン」と呼ばれる人達で構成されている。今回演奏される曲はすでにリリースされた6枚のアルバムから選び出され、オリジナルとは別のアレンジャーによる演奏となった。
初回盤特典には「サイレント・イヴ（Instrumental）」が納められた8cmCDが封入。
2024年5月29日音楽配信サイトにて配信スタート（「サイレント・イヴ（Instrumental）」を追加収録）

## 収録曲
| 全作詞・作曲: 辛島美登里（except M-6 作詞：辛島美登里・只野菜摘）。 |                                                 |                                                       |                                                       |            |      |
| #                                                                   | タイトル                                        | 作詞                                                  | 作曲・編曲                                            | 編曲       | 時間 |
| 1.                                                                  | 「笑顔を探して（Instrumental）」                | 辛島美登里（except M-6 作詞：辛島美登里・ 只野菜摘 ） | 辛島美登里（except M-6 作詞：辛島美登里・ 只野菜摘 ） | 佐藤準     | 2:37 |
| 2.                                                                  | 「涙のリフレイン」                              | 辛島美登里（except M-6 作詞：辛島美登里・ 只野菜摘 ） | 辛島美登里（except M-6 作詞：辛島美登里・ 只野菜摘 ） | 佐藤準     | 7:03 |
| 3.                                                                  | 「想い出のVacation」                            | 辛島美登里（except M-6 作詞：辛島美登里・ 只野菜摘 ） | 辛島美登里（except M-6 作詞：辛島美登里・ 只野菜摘 ） | 根岸貴幸   | 4:49 |
| 4.                                                                  | 「夏色物語」                                    | 辛島美登里（except M-6 作詞：辛島美登里・ 只野菜摘 ） | 辛島美登里（except M-6 作詞：辛島美登里・ 只野菜摘 ） | 山川恵津子 | 4:35 |
| 5.                                                                  | 「一番みじかいKiss」                            | 辛島美登里（except M-6 作詞：辛島美登里・ 只野菜摘 ） | 辛島美登里（except M-6 作詞：辛島美登里・ 只野菜摘 ） | 奈良部匠平 | 4:53 |
| 6.                                                                  | 「瞳・元気 ～都会のひまわり～（Instrumental）」 | 辛島美登里（except M-6 作詞：辛島美登里・ 只野菜摘 ） | 辛島美登里（except M-6 作詞：辛島美登里・ 只野菜摘 ） | 菅野よう子 | 3:37 |
| 7.                                                                  | 「赤わいん」                                    | 辛島美登里（except M-6 作詞：辛島美登里・ 只野菜摘 ） | 辛島美登里（except M-6 作詞：辛島美登里・ 只野菜摘 ） | 菅野よう子 | 4:21 |
| 8.                                                                  | 「ツバメ」                                      | 辛島美登里（except M-6 作詞：辛島美登里・ 只野菜摘 ） | 辛島美登里（except M-6 作詞：辛島美登里・ 只野菜摘 ） | 瀬尾一三   | 5:10 |
| 9.                                                                  | 「あなたは知らない」                            | 辛島美登里（except M-6 作詞：辛島美登里・ 只野菜摘 ） | 辛島美登里（except M-6 作詞：辛島美登里・ 只野菜摘 ） | 若草恵     | 5:49 |
| 10.                                                                 | 「気をつけて」                                  | 辛島美登里（except M-6 作詞：辛島美登里・ 只野菜摘 ） | 辛島美登里（except M-6 作詞：辛島美登里・ 只野菜摘 ） | 萩田光男   | 4:41 |
| 11.                                                                 | 「サイレント・イヴ（Original Arranged）」       | 辛島美登里（except M-6 作詞：辛島美登里・ 只野菜摘 ） | 辛島美登里（except M-6 作詞：辛島美登里・ 只野菜摘 ） | 若草恵     | 5:04 |
| 合計時間:                                                           | 合計時間:                                       | 合計時間:                                             | 52:39                                                 |            |      |

| 全作詞・作曲: 辛島美登里（except M-6 作詞：辛島美登里・只野菜摘）。 |                                                 |                                                       |                                                       |            |      |
| #                                                                   | タイトル                                        | 作詞                                                  | 作曲・編曲                                            | 編曲       | 時間 |
| 1.                                                                  | 「笑顔を探して（Instrumental）」                | 辛島美登里（except M-6 作詞：辛島美登里・ 只野菜摘 ） | 辛島美登里（except M-6 作詞：辛島美登里・ 只野菜摘 ） | 佐藤準     | 2:37 |
| 2.                                                                  | 「涙のリフレイン」                              | 辛島美登里（except M-6 作詞：辛島美登里・ 只野菜摘 ） | 辛島美登里（except M-6 作詞：辛島美登里・ 只野菜摘 ） | 佐藤準     | 7:03 |
| 3.                                                                  | 「想い出のVacation」                            | 辛島美登里（except M-6 作詞：辛島美登里・ 只野菜摘 ） | 辛島美登里（except M-6 作詞：辛島美登里・ 只野菜摘 ） | 根岸貴幸   | 4:49 |
| 4.                                                                  | 「夏色物語」                                    | 辛島美登里（except M-6 作詞：辛島美登里・ 只野菜摘 ） | 辛島美登里（except M-6 作詞：辛島美登里・ 只野菜摘 ） | 山川恵津子 | 4:35 |
| 5.                                                                  | 「一番みじかいKiss」                            | 辛島美登里（except M-6 作詞：辛島美登里・ 只野菜摘 ） | 辛島美登里（except M-6 作詞：辛島美登里・ 只野菜摘 ） | 奈良部匠平 | 4:53 |
| 6.                                                                  | 「瞳・元気 ～都会のひまわり～（Instrumental）」 | 辛島美登里（except M-6 作詞：辛島美登里・ 只野菜摘 ） | 辛島美登里（except M-6 作詞：辛島美登里・ 只野菜摘 ） | 菅野よう子 | 3:37 |
| 7.                                                                  | 「赤わいん」                                    | 辛島美登里（except M-6 作詞：辛島美登里・ 只野菜摘 ） | 辛島美登里（except M-6 作詞：辛島美登里・ 只野菜摘 ） | 菅野よう子 | 4:21 |
| 8.                                                                  | 「ツバメ」                                      | 辛島美登里（except M-6 作詞：辛島美登里・ 只野菜摘 ） | 辛島美登里（except M-6 作詞：辛島美登里・ 只野菜摘 ） | 瀬尾一三   | 5:10 |
| 9.                                                                  | 「あなたは知らない」                            | 辛島美登里（except M-6 作詞：辛島美登里・ 只野菜摘 ） | 辛島美登里（except M-6 作詞：辛島美登里・ 只野菜摘 ） | 若草恵     | 5:49 |
| 10.                                                                 | 「気をつけて」                                  | 辛島美登里（except M-6 作詞：辛島美登里・ 只野菜摘 ） | 辛島美登里（except M-6 作詞：辛島美登里・ 只野菜摘 ） | 萩田光男   | 4:41 |
| 11.                                                                 | 「サイレント・イヴ（Original Arranged）」       | 辛島美登里（except M-6 作詞：辛島美登里・ 只野菜摘 ） | 辛島美登里（except M-6 作詞：辛島美登里・ 只野菜摘 ） | 若草恵     | 5:04 |
| 12.                                                                 | 「サイレント・イヴ（Instrumental）」            | 辛島美登里（except M-6 作詞：辛島美登里・ 只野菜摘 ） | 辛島美登里（except M-6 作詞：辛島美登里・ 只野菜摘 ） | 萩田光男   | 4:05 |
| 合計時間:                                                           | 合計時間:                                       | 合計時間:                                             | 56:44                                                 |            |      |

## 参加ミュージシャン
Keyboards: 倉田信雄、永田一郎
Drums: 島村英二
Bass: 美久月千晴
Electric Guitar: 松原正樹
Acoustic Guitar: 吉川忠英
Percussion: 斎藤ノブ、浜口茂外也
Saxophone: Jake. H. CONCEPCION
Chorus: 木戸泰弘、比山貴咏史、広谷順子
Strings: 篠崎正嗣 Strings
Synthesizer Programmer: 松武秀樹（監督）、中山信彦、北城浩志